# 南洲翁遺訓
『南洲翁遺訓』（なんしゅうおういくん）是西鄉隆盛的遺訓集。由遺訓41條、追加2條、其他問答和補遺所構成。也稱作「西鄉南洲翁遺訓」、「西鄉南洲遺訓」、「大西鄉遺訓」等。

## 成立
『南洲翁遺訓』是舊出羽庄內藩的關係者整理西鄉的談話而來。

## 內容
大阪大學名譽教授猪飼隆明將南洲翁遺訓分成以下六組主題。
| 組 | 番號                     | 內容                         |
| -- | ------------------------ | ---------------------------- |
| 1  | 一條～七條、二〇條       | 為政者之基本的姿勢和人材登用 |
| 2  | 八條～一二條             | 為政者推動的開化政策         |
| 3  | 一三條～一五條           | 國之財政・會計               |
| 4  | 一六條～一八條           | 外國交際                     |
| 5  | 二一條～二九條、追加二條 | 天和為人的正道               |
| 6  | 三〇條～四一條、追加一條 | 聖賢・士大夫或君子           |

※一九條分類在第5組。

## 脚注
1. ↑  三矢本收錄問答和補遺，但是，片淵本未收錄。

## 關連項目
- 酒井忠篤
- 南洲神社

## 外部連結
- 南洲翁遺訓（青空文庫） （页面存档备份，存于）